# Богунець
Бронепотяг «Богунець» — панцерний потяг збройних сил УНР. Озброєння: 6 гармат і 12 кулеметів Разом з бронепотягом «Комуніст» був відбитий у більшовиків 30 липня 1919 року в бою біля станції Клемачівка Чорними Запорожцями полковника Петра Дяченка. Станом на 16 серпня 1919 року належав до 2-го панцирного загону під командуванням полковника Людовіка Марчевського.